# Philippe Bouëdo
Philippe Bouëdo, né le 6 mai 1962, est un taekwondoïste français.
Il remporte la médaille de bronze dans la catégorie des moins de 64 kg aux Championnats du monde de taekwondo 1982 et la médaille d'argent dans la catégorie des moins de 68 kg aux Championnats d'Europe de taekwondo 1982.